# Artaz

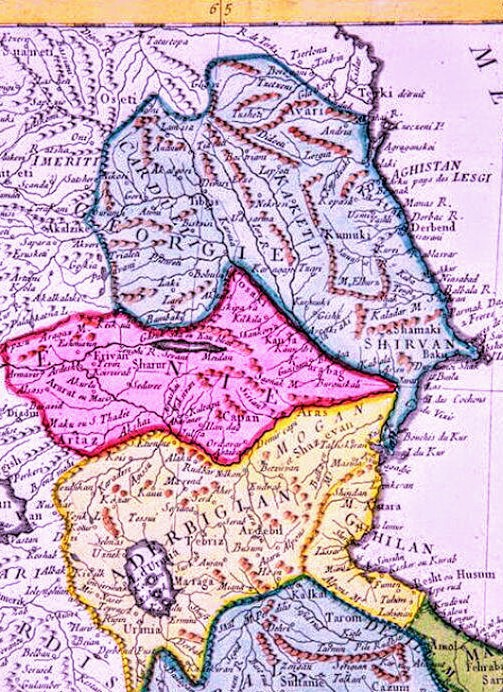
Artaz (séc. XVIII), Império Persa.

Artaz (em armênio: Արտազ) e talvez Artácio (Αρτάτιο), cujo nome está associado ao urartita Ultuza, segundo a Geografia de Ananias de Siracena (século VII), foi um gavar (cantão) da província de Vaspuracânia, na Armênia. Compreendia uma área de 2 225 quilômetros quadrados e sua sede era a cidade de Xavarxão (atual Macu), provavelmente a Magustana de Ptolemeu. Nesse distrito também se localizava o campo de Avarair, onde, em 26 de maio de 451, foi travada a celebérrima batalha.
Josef Markwart sugeriu que pudesse estar associado com Azara, Arzata ou Arxata citadas por Estrabão (XV.14.3). Moisés de Corene preservou a tradição segunda a qual, no reinado de Artaxias I (r. 189–160 a.C.), alanos do território de Ardoz (mais tarde chamado Artaz) foram assentados no distrito de Artaz, que levou esse nome em referência à terra natal dos colonos. O mesmo cronista afirmou que São Tadeu foi martirizado por Sanatruces I (século I-II) com seus seguidores em Artaz. Era um dos territórios controlados pela família Amatúnio. No século X, Tomás Arzerúnio atestou que o distrito ainda existia como um dos domínios arzerúnidas.